# Берлингтон (Канзас)
Берлингтон (енгл. Burlington) град је у америчкој савезној држави Канзас.

## Демографија
По попису из 2010. године број становника је 2.674, што је 116 (-4,2%) становника мање него 2000. године.
| Група             | 2000.         | 2010.         |
| Белци             | 2.658 (95,3%) | 2.490 (93,1%) |
| Афроамериканци    | 9 (0,3%)      | 27 (1,0%)     |
| Азијати           | 19 (0,7%)     | 24 (0,9%)     |
| Хиспаноамериканци | 50 (1,8%)     | 68 (2,5%)     |
| Укупно            | 2.790         | 2.674         |